# Esclavon

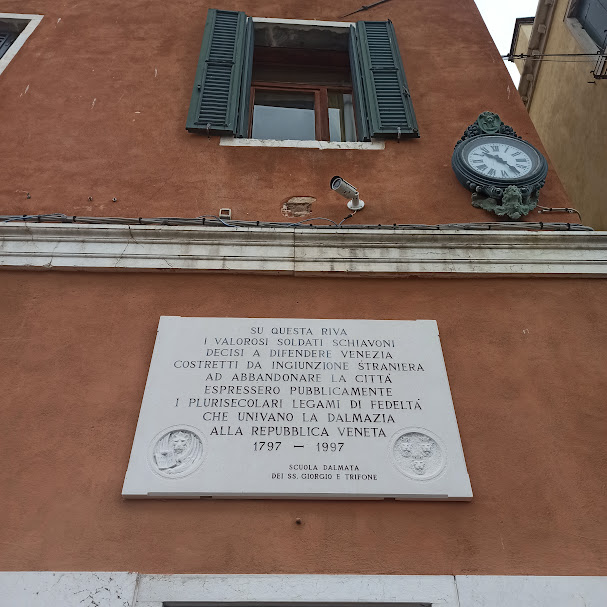

Esclavon est le nom des habitants de l'Esclavonie (l'actuelle Slavonie). 
Pendant l'Empire romain et jusqu'à la fin du Moyen Âge, l'Esclavonie était un réservoir d'esclaves. Les Byzantins les appelaient Sclavini en latin, mais ce n'était au début qu'un ethnonyme renvoyant aux Slaves, qui occupaient la région depuis le VIe siècle, l'esclave en latin s'appelant alors servus. En bas-latin, le mot devient Slavonici et sclavi ou slavi. 
Le mot Esclavon devient alors pratiquement synonyme d'esclave, bien qu'on distingue les serfs des Esclavons. 
Le mot Esclavons a servi en Espagne musulmane à traduire son équivalent arabe Saqāliba, désignant les esclaves européens, notamment slaves. Capturés et achetés en Europe, les Esclavons étaient essentiellement des Slaves et des Germains provenant d'Europe centrale ou orientale, employés au palais ou dans l'armée et convertis à l'Islam. Favorisés sous Abd al-Rahman II, ils ont été ramenés en grand nombre en Andalousie où certains d'entre eux ont reçu une éducation poussée qui leur a permis, après leur affranchissement, d'obtenir de hauts postes dans l'administration. Devenant pour certains Grand Fauconnier, Grand Orfèvre ou encore Commandant de la Garde, ils ont fini par former un groupe à part, se favorisant mutuellement les uns les autres. Ils ont joué un rôle important dans l'éclatement du pays au XIe siècle lors de leurs luttes contre les Berbères. À l'époque des taifas, plusieurs esclavons comme Jairan et Mujahid al-Amiri sont parvenus à se constituer des royaumes comme à Denia, Almeria, Valence ou encore Tortosa, et à en faire de puissantes entités politiques.